# Julfrid

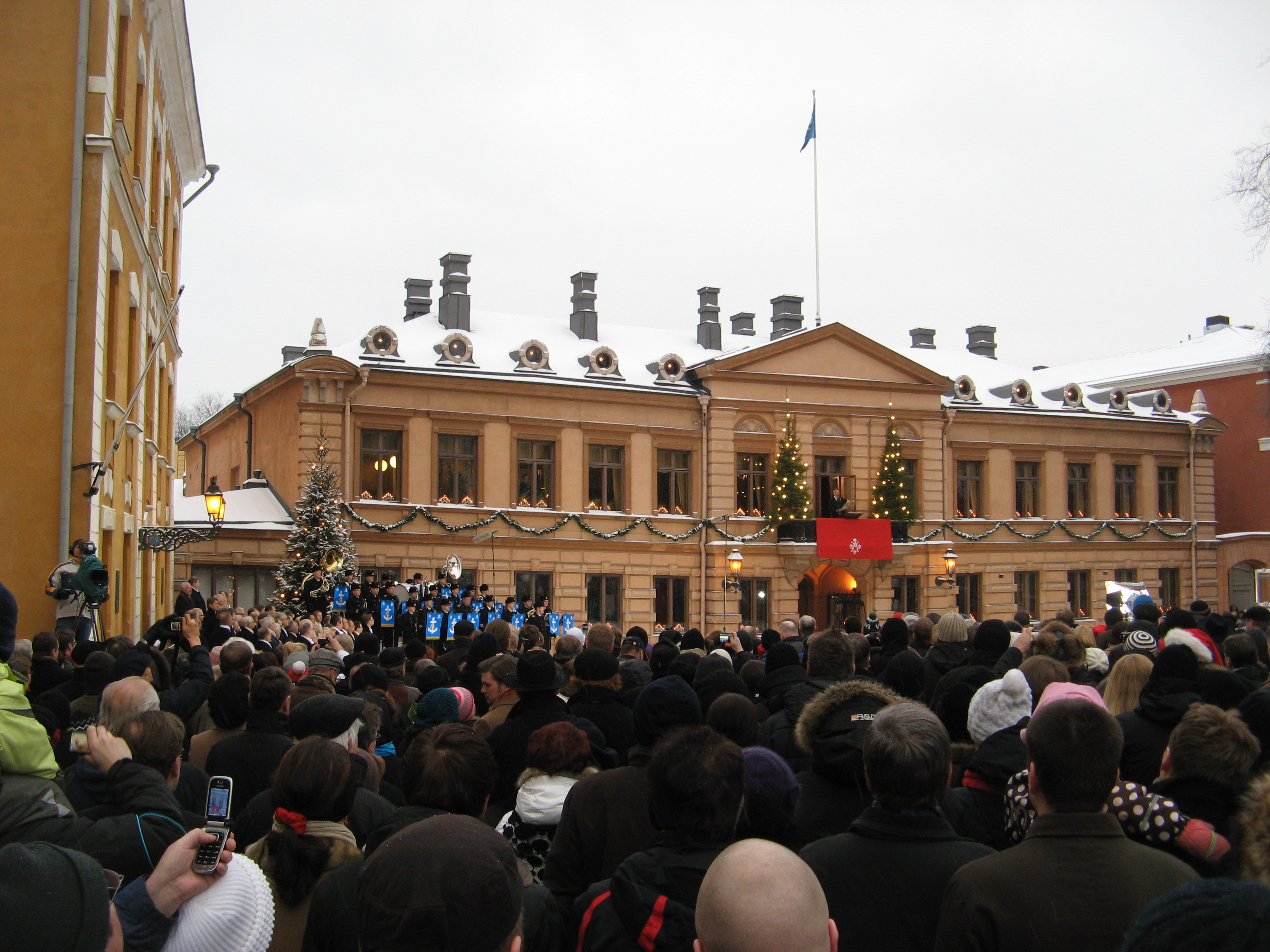
Julfred utlyses på Gamla Stortorget i Åbo (2009).

Julfrid (äldre stavning julefrid; fornsvenska iula friðær), eller julfred, beskrivs i den medeltida östgötalagens kristendomsbalk (kristnu balkær), flock 22, som en förhöjning av bötesbeloppet för dråp eller mord under en period av tjugo dagar med start från julaftons kväll. 
Det normala bötesbeloppet för dråp var 26,7 mark varav hälften gick till kungen och hälften till häradet. Under julhelgen, liksom under påsk och pingst, lades ytterligare 3 mark ovanpå detta, som tillföll biskopen, eftersom dråpet begicks under en kristen helg.
Tidsperiodens längd beskrivs i lagtexten som "åtta dagar efter tolfte dag". Åtta dagar är en synonym för en vecka. Idag används uttrycken trettondedag jul och tjugondedag Knut.

## Åbo
I Åbo utlyses ännu julfreden från Brinkalahusets balkong vid Gamla Stortorget klockan 12 varje julaftonsdag. Traditionen torde ha uppstått på 1300-talet, och har som en obruten tradition fortsatt årligen oförändrad sedan Åbo brand 1827, med undantag av krigsåren 1917 och 1939. Förr lästes den av borgmästaren i Åbo, sedan av kanslichefen, och numera av protokollchefen för Åbo stad. I radion har den utsänts sedan 1935, och i televisionen sedan 1983. För finländare i förskingringen har den kunnat följas på Internet sedan 2006. Texten, som gick förlorad i eldsvådan, nedtecknades efter branden ur minnet av magistratens dåvarande sekreterare, och lyder:
| ”                                | I morgon, vill Gud, infaller vår Herres och Frälsares nåderika födelsefest; och varder förty härigenom en allmän julfred kungjord och påbjuden, med åtvarning till envar att denna högtid med tillbörlig andakt fira, och i övrigt iakttaga ett stilla och fridsamt uppförande, emedan den, som häremot bryter samt julhögtiden genom något olagligt eller otillbörligt förfarande oskärar, gör sig under försvårande omständigheter förfallen till det straff, lag och författningar för varje brott och överträdelse särskilt påbjuda. Slutligen tillönskas stadens samtliga invånare en fröjdefull julhelg | „ |
| – julfredsutlysningen sedan 1827 | |   |

Trots ordalydelsen i texten har utlysningen av julfreden ingen juridisk betydelse i Finland sedan 1889.  I början av 1900-talet fick julfreden i Åbo mer karaktär av konsert än myndighetspåbud. Musiken har blivit blev en viktig del av ceremonin, och man har framfört både psalmer och fosterländska sånger som Vårt land och Björneborgarnas marsch.
Utlysningen av julfreden i Åbo ingår sedan 2017 i Finlands nationella förteckning över immateriellt kulturarv.